# Consommation énergétique des forces armées des États-Unis

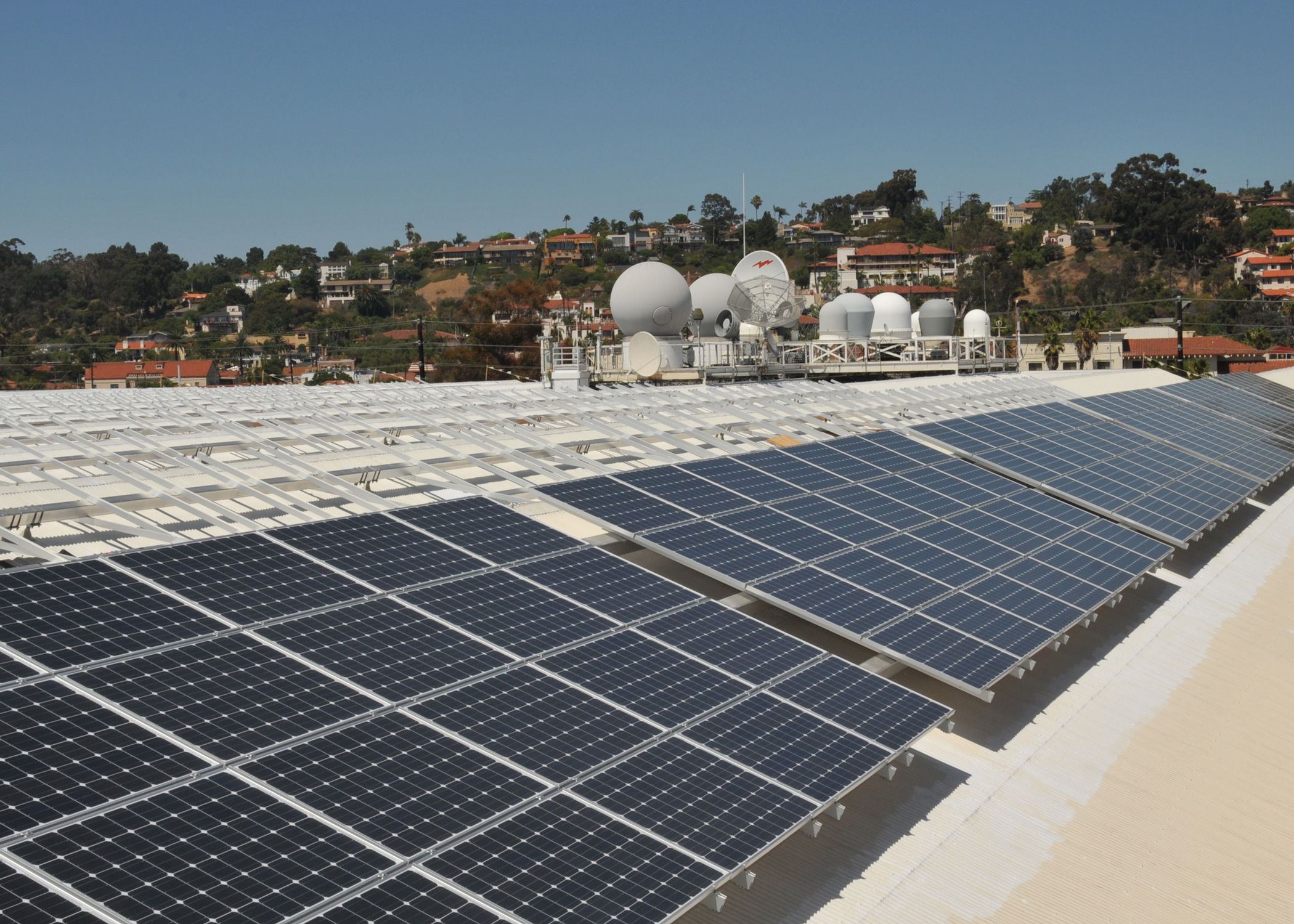
Vue des panneaux solaires installés en 2011 sur le toit du quartier général du Space and Naval Warfare Systems Command Headquarters, à San Diego. L'installation photovoltaïque sur le toit correspond à l'objectif du ministère de la Défense d'augmenter les sources d'énergie renouvelables à 25% de toute l'énergie consommée d'ici 2025.

Le département de la Défense des États-Unis (ou DoD pour Department of Defense) est l’un des plus gros consommateurs d’énergie au monde, consommant à lui seul 93 % de la quantité totale de carburant du gouvernement américain en 2007 (Armée de l’air: 52 % ; Marine : 33 % ; Armée : 7 % ; autre branches du DoD : 1 %). Au cours de l’année 2006, le DoD a utilisé près de 30 000 gigawattheures (GWH) d’électricité, pour un coût de près de 2,2 milliards de dollars. 
La consommation d'électricité du DoD fournirait suffisamment d'électricité pour alimenter, toujours en date de 2006, plus de 2,6 millions de foyers américains moyens. Le département de la Défense utilise également 17 000 000 000 L de carburant par an (soit 48 000 000 L par jour), ce qui représente une part importante de la logistique militaire américaine. En 2017, les émissions de dioxyde de carbone du DoD auraient représenté 59 millions de tonnes. S'il s'agissait d'un pays, le DoD serait le 49e pays le plus polluant au monde et se classerait au 58e rang mondial en matière de consommation d'électricité. 

## Historique

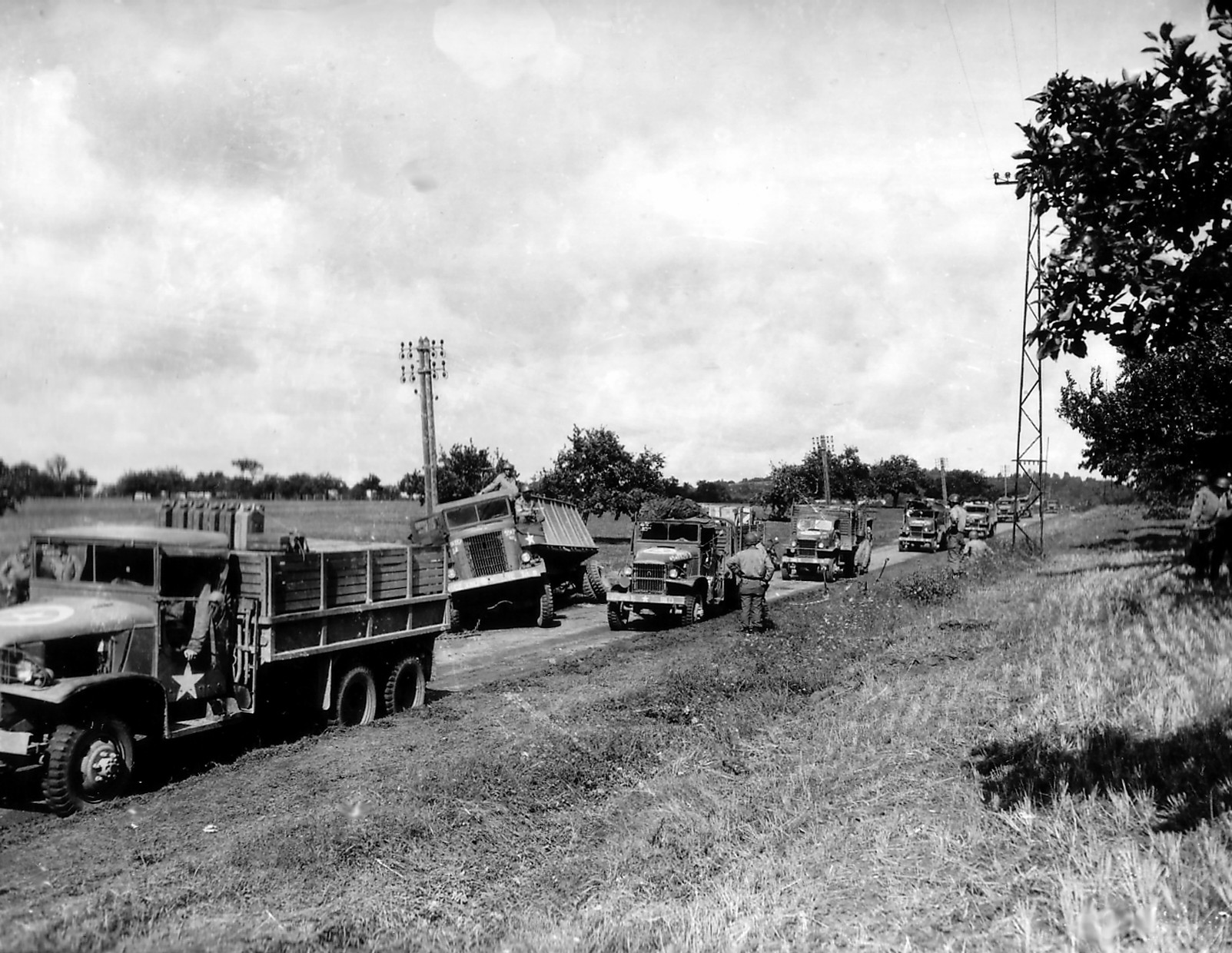
Un convoi de camions du Red Ball Express chargés de jerrycans en 1944 en France.

En 1910, à la suite du passage de la marine de guerre des États-Unis du charbon au pétrole, on décide de créer des réserves navales de pétrole et de schiste bitumineux qui servent de réserve stratégique, elles n'ont plus cette fonction depuis 2015.
Au début de la Seconde Guerre mondiale, l'achat et la distribution de carburant est ressort du Army-Navy Petroleum Board, une entité du département de l'Intérieur des États-Unis  ayant pour mission de gérer les besoins pétroliers critiques pendant ce conflit. En 1945, l'organisation fut transférée au département de la Guerre et devint la Joint Army-Navy Purchasing Agency (agence aux achats conjoint Armée-Marine).
Le carburant a constitué de 16 à 17 % de l'approvisionnement de la force terrestre américaine pendant la Seconde Guerre mondiale. Un effort logistique considérable eut lieu pour ravitailler les unités engagées en Europe de l'Ouest. Du débarquement du 6 juin 1944 à la fin août, les Alliés reçurent 5,2 millions de tonnes de carburant dont 80 % directement depuis les navires pétroliers. Les pipelines PLUTO britanniques transportèrent 379 000 tonnes, soit 8 % du total, avec moins de 1,8 % de perte en ligne. Au total, plus de 781 millions de litres d'essence furent acheminés jusqu'aux forces alliées en Europe avant la capitulation de l'Allemagne, le 8 mai 1945.
Cette expérience est l’ancêtre du réseau de pipelines de l’OTAN mis sur pied à partir de 1953 pour les forces de l'Organisation du traité de l'Atlantique nord financé en grande partie  par les États-Unis et qui a dépassé les 12 000 km à son apogée. Le Réseau d'oléoducs en Centre-Europe avec ces plus de 5 000 km étant le plus important du réseau. En Corée du Sud, le Trans-Korea Pipeline (en) entre en service en 1971 pour les United States Forces Korea.

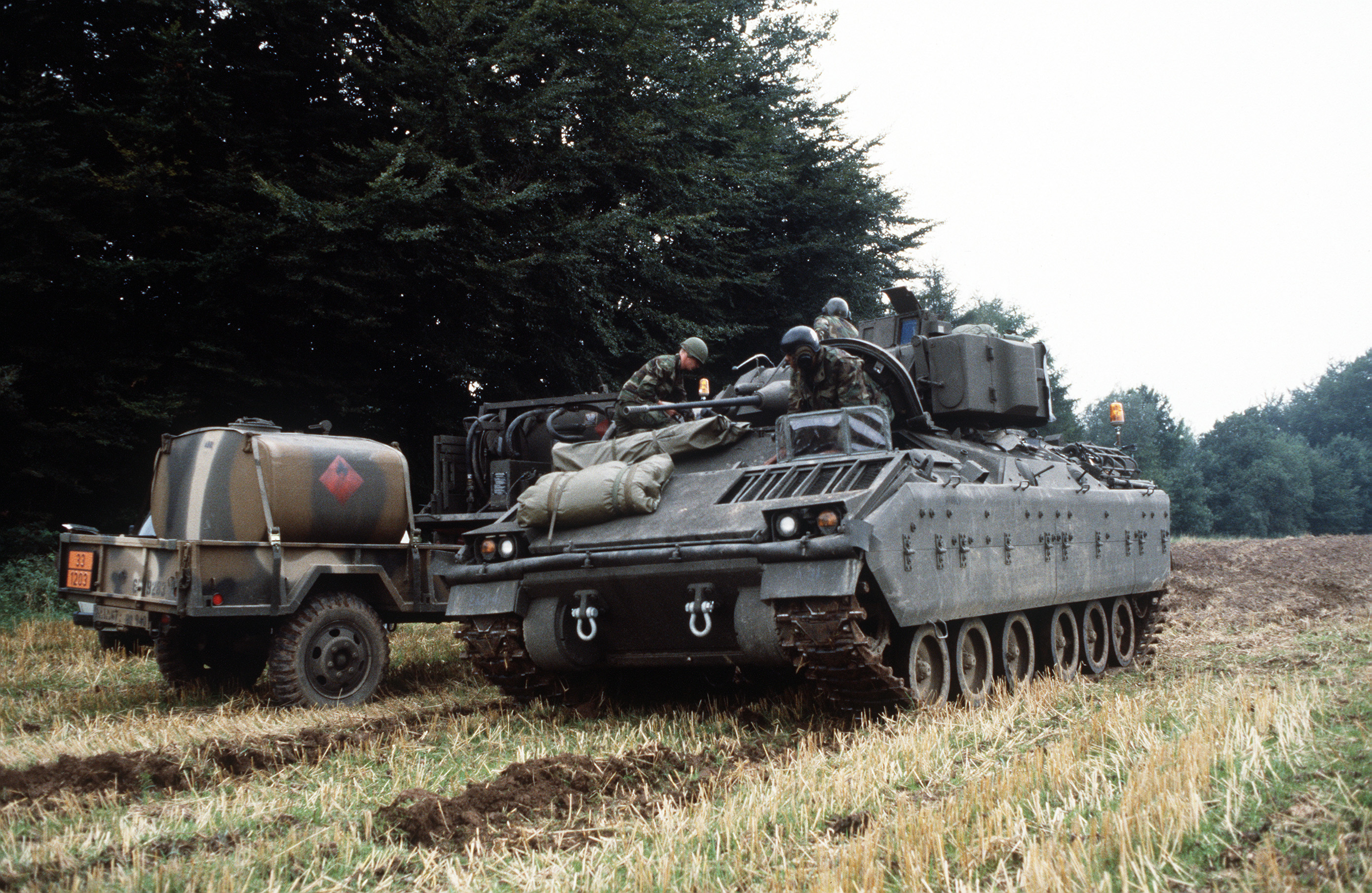
Ravitaillement en carburant d'un M2 Bradley en Allemagne de l’Ouest en 1985.

La Joint Army-Navy Purchasing Agency a subi plusieurs changements de nom, mais sa mission de gestion des besoins pétroliers critiques est restée essentiellement la même jusqu’en 1er janvier 1962, date à laquelle elle devient une entité de la Defense Supply Agency, chargée de logistique militaire des forces armées des États-Unis, qui devient le 1er janvier 1977 la Defense Logistics Agency dont le quartier général est situé dans le Fort Belvoir.

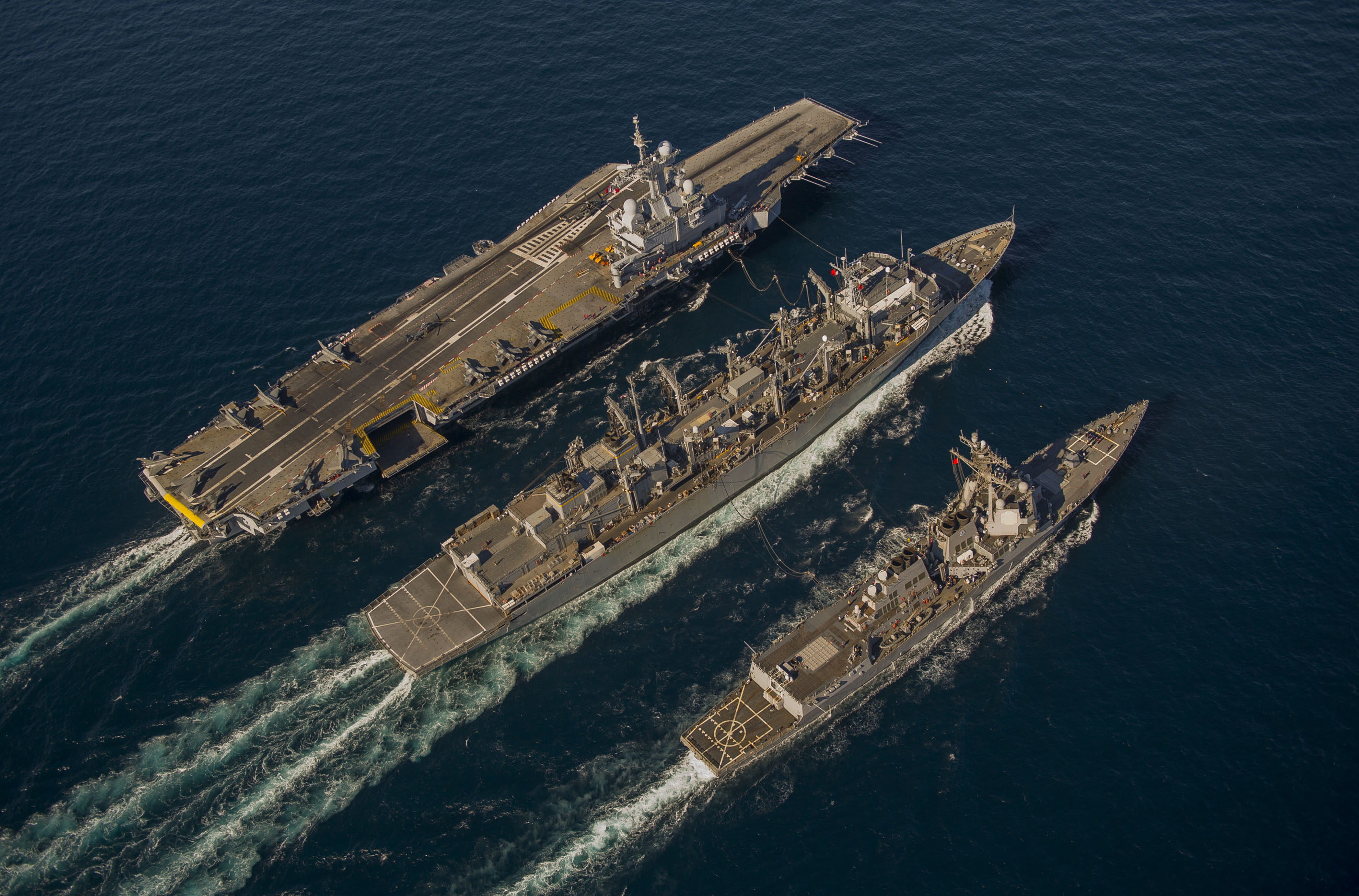
Ravitaillement en mer du porte-avions français Charles de Gaulle et du destroyer USS Bulkeley (DDG 84) par le navire ravitailleur USNS Arctic (T-AOE 8) du Military Sealift Command le 29 novembre 2013.

En 1964, elle prend le nom de Defense Fuel Supply Center (Centre de distribution de carburant de la Défense) et a été désignée comme une entité unique pour l’achat et la gestion des produits pétroliers et du charbon du département de la Défense des États-Unis. En 1990, la mission a été élargie pour inclure la fourniture et la gestion de gaz naturel en plus des produits de base du pétrole et du charbon. 
Elle est renommée Defense Energy Support Center de 1998 à 2010. Depuis cette date, elle est la Defense Logistics Agency Energy (DLA Energy)

## Général

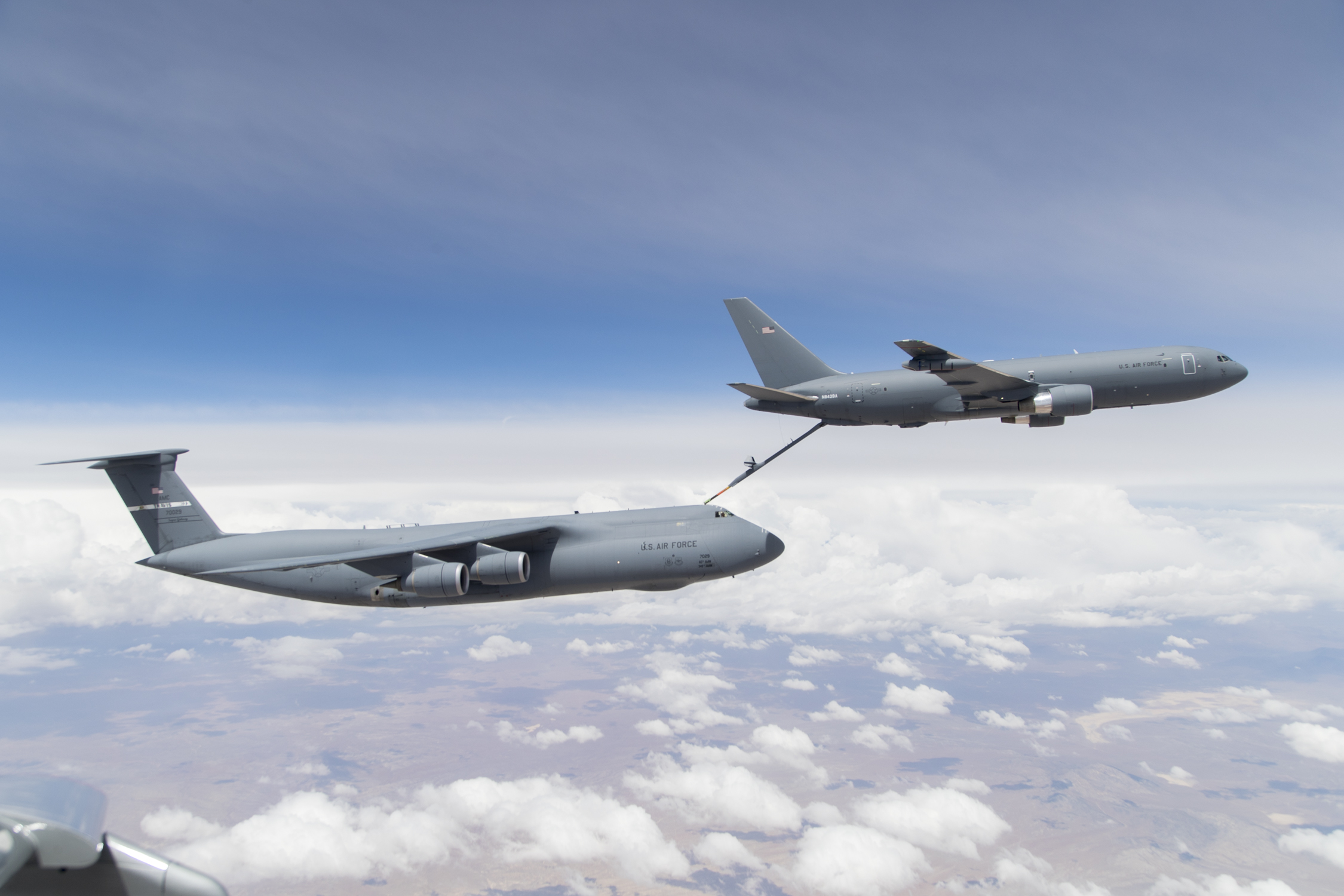
Un avion ravitailleur KC-46 ravitaillant un C-5M Galaxy le 29 avril 2019.

L'Air Force est le plus grand consommateur de carburant du gouvernement fédéral et utilise 10 % du carburant d'aviation du pays. (le JP-8 représentant 90 % de ce volume) Cette consommation de carburant est ventilée en 2009 comme suit: 82 % en carburéacteur, 16 % pour la gestion des installations et 2 % pour les véhicules et équipements au sol. La Defense Logistics Agency fournit aussi le carburant nécessaire aux organismes fédéraux telle la FEMA et le département de la Sécurité intérieure des États-Unis en cas de désastre.
En 2010, le DoD a créé l'Office of the Assistant Secretary of Operational Energy Plans and Programs ("Bureau du secrétaire adjoint chargé des plans et programmes opérationnels dans le domaine de l'énergie"), chargé de coordonner les questions relatives à l'énergie. En juillet 2010, le DoD a également signé un protocole d'accord avec le département de l'Énergie afin de faciliter la coopération et d'accélérer la recherche, le développement et le déploiement de technologies d'efficacité énergétique et d'énergies renouvelables. Le programme d'investissement dans la conservation de l'énergie du DoD (ECIP) améliore l'efficacité énergétique et de la gestion de l'eau des installations des services existants ainsi que les coûts associés. La loi américaine sur la reprise et le réinvestissement de 2009 prévoyait 120 millions de dollars pour le programme ECIP.
En 2016, il est prévu que la moitié de l’énergie requise pour alimenter les équipements — navires, avions et installations côtières – de l’US Navy provienne de sources renouvelables et du biocarburant.

### Énergie nucléaire

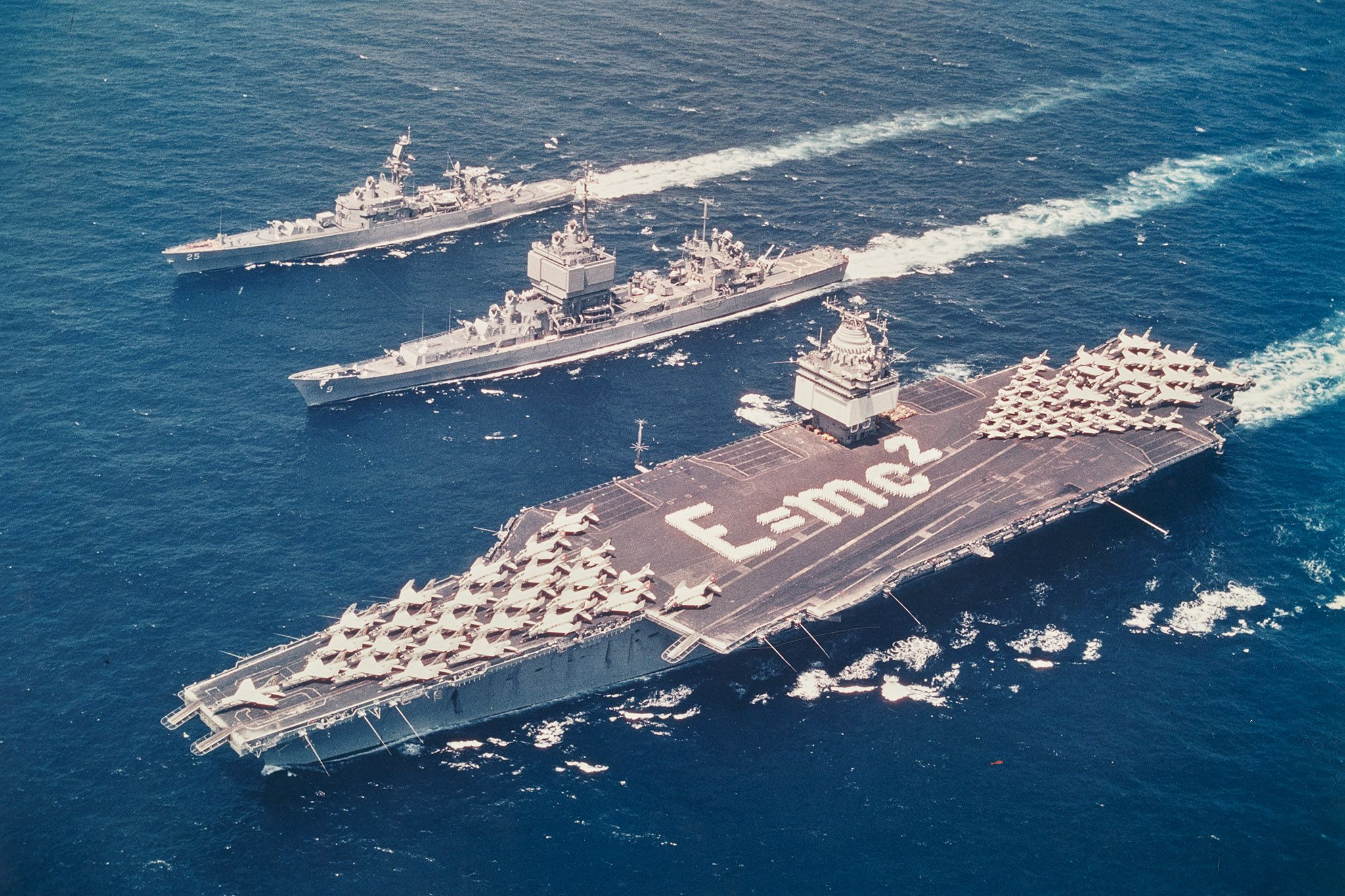
Les croiseurs à propulsion nucléaire USS Bainbridge (CGN-25) (alors catégorisé comme destroyer) et USS Long Beach (CGN-9) aux côtés de l’USS Enterprise en 1964 lors de l'opération Sea Orbit.

Depuis la fin années 1940, les forces armées américaines se sont intéressés a l'énergie nucléaire pour la production d'énergie. Mais à long terme seul l'US Navy l'utilise de façon opérationnelle avec la propulsion nucléaire navale qui s'est imposé pour l'ensemble de ses sous-marins de combat et ses porte-avions. Les réacteurs nucléaires de l'United States Navy sont gérés par le Naval Reactors.
L'US Army a mis en œuvre l'Army Nuclear Power Program avec huit prototypes de réacteurs nucléaires de faible puissance pour l'expérimentation de nouvelles technologies et l'alimentation d'installations isolés comme le Camp Century au Groenland. Le premier fut lancé en 1957, le second nommé SL-1 à un accident le 3 janvier 1961, et le dernier en service est la première centrale flottante du monde avec la MH-1A (en) de 10 MW construite à partir de 1961 et en service dans la zone du canal de Panama de 1968 à 1975.

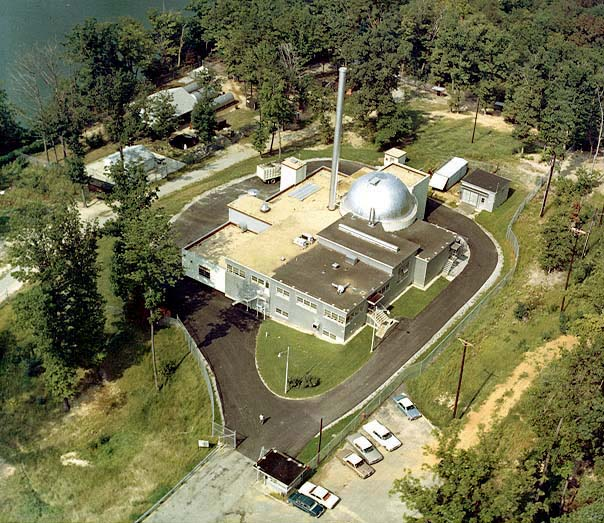
Le réacteur SM-1 a Fort Belvoir, le premier du programme nucléaire de l’armée, fonctionne de 1957 à 1973.

L'USAF a de son côté développé le programme Aircraft Nuclear Propulsion' (en français : « Propulsion nucléaire aérienne », abrégé ANP) et le projet précédent Nuclear Energy for the Propulsion of Aircraft (en français : « Énergie nucléaire pour la propulsion aérienne », abrégé NEPA), qui étaient tous deux des projets de développement d'un système de propulsion nucléaire pour un avion à très long rayon d'action mais les deux programmes sont annulés en 1961 sans avoir obtenu aucun succès notable.

### Énergie renouvelable et biocarburant
Le DoD a reconnu que les énergies renouvelables pouvaient améliorer la "sécurité de la force et la stabilité budgétaire", tout en atténuant les effets du changement climatique. Il a donc développé plusieurs programmes visant à déployer des énergies alternatives dans ses principales installations et dans les bases d'opérations avancées. L'amiral Samuel J. Locklear déclarait en 2013 que le changement climatique était la principale préoccupation de l'armée américaine,.

## Évolutions et pistes de réflexion

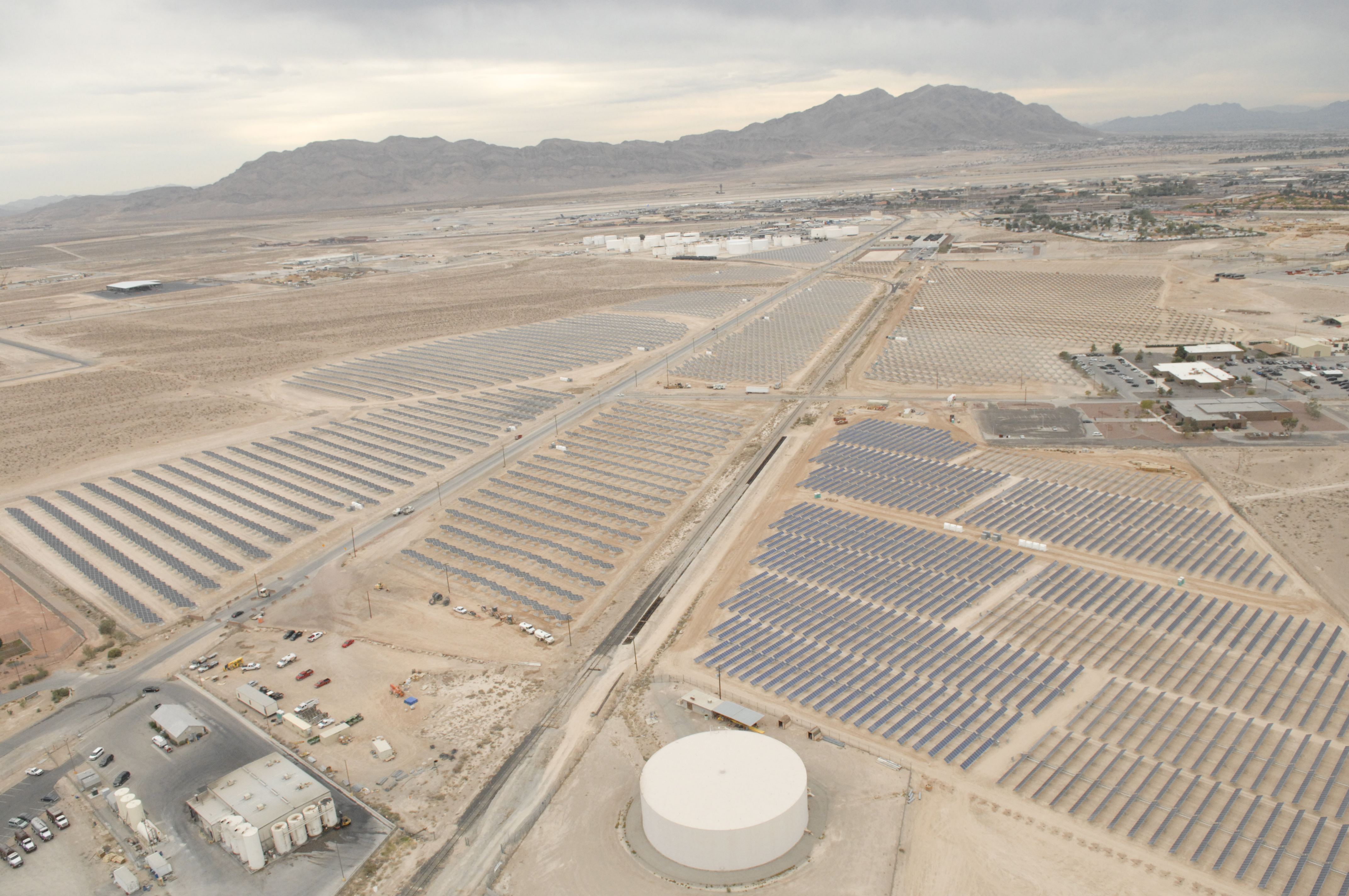
Le Nellis Solar Power Plant comprend en 2007 lors de son inauguration 72000 panneaux solaires photovoltaïques sur 140 acres sur la Nellis Air Force Base.

De 1991 a 2018, la consommation du DoD a diminué de 46 % passant 371 907 GWh (1269.10e12 BTu) à 202 219 GWh (690.10e12 BTu).
Plus que le réchauffement climatique, c'est la question de l'approvisionnement en pétrole qui incite l'armée américaine à chercher des solutions plus économes en énergie. D'une part, les États-Unis ne sont pas autosuffisants malgré l’exploitation intensive de pétrole de schiste; d'autre part, l'approvisionnement en pétrole est une fragilité importante lors des guerres d’Irak et d’Afghanistan, que les insurgés ont vite compris et exploité. Face à cette situation, l’US Army a fait un premier effort significatif d’économie d’énergie fossile grâce à l’utilisation massive de panneaux photovoltaïques et isolation des bâtiments, permettant des réductions de consommation allant jusqu'à 90 %. 
L’US Navy a également expérimenté l’utilisation de biocarburants en créant une flotte de combat les employants, la "Great Green Fleet". En 2016, un groupe aéronaval de quatre navires constitué autour du porte-avions USS John C. Stennis (CVN-74) , ce dernier étant a propulsion nucléaire, utilise pour la première fois un carburant à base de graisse de bœuf à 10 % du mix total.

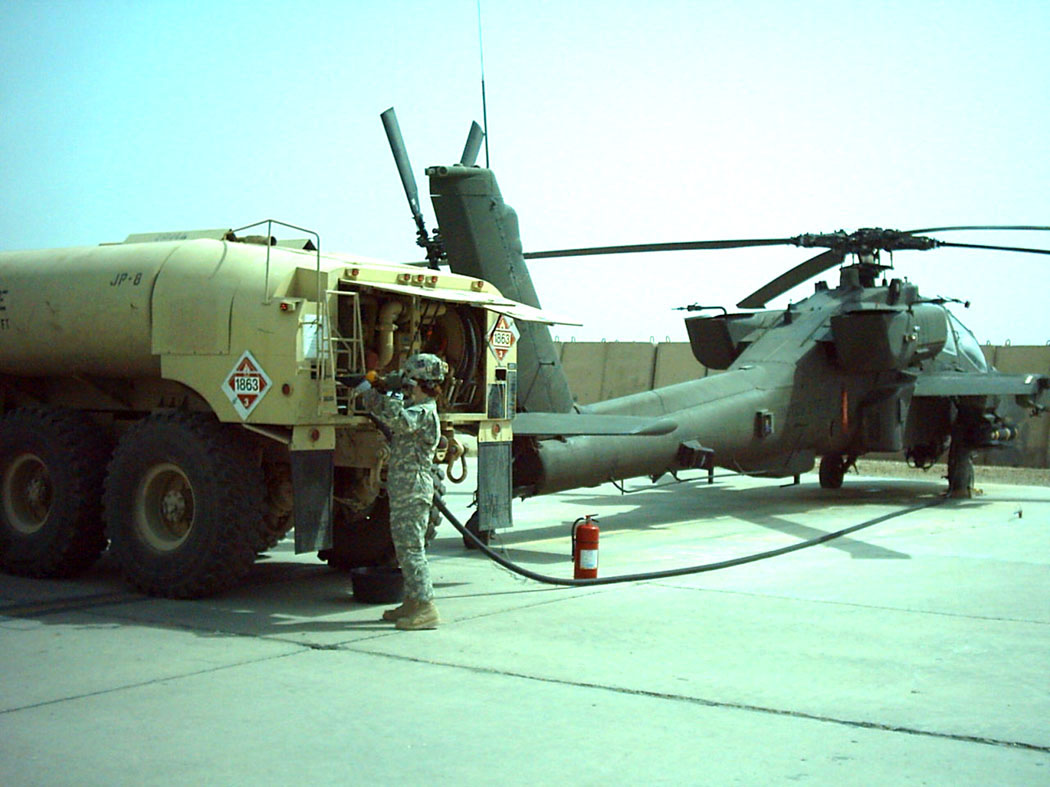
Ravitaillement d'un hélicoptère AH-64D de la 4e division d'infanterie des États-Unis dans une base en Irak en 2009. Il fait partie d'un bataillon qui a consommé 3,1 millions de litres de carburant en huit mois.

Une autre piste étudiée par l'armée américaine est d'établir des petits réacteurs modulaires fixes et mobiles. Des réacteurs commerciaux dans chaque grande base américaine, permettraient de fournir de l’électricité à des véhicules hybrides et des engins robotisés mobiles. Un programme annoncé en mars 2020, le projet Pele, prévoit un démonstrateur de 2 MWe sur une installation militaire américaine d'ici 2027, en septembre 2022, il est annoncé qu'il s'agit de la Eielson Air Force Base en Alaska. 
Un projet de réacteur mobile de moins 40 tonnes reprenant le concept du ML-1 transportable par camion ou avion, financé depuis 2019, pourrait être testé dès 2023. 
Les contraintes en termes de taille des batteries sont telles que les engins létaux du futur seront petits, voire très petits, bien loin des véhicules blindés et avions de combat actuels. S’il est possible d’équiper directement les véhicules de mini-réacteurs nucléaires lorsqu'il s’agit de bateaux, il en est autrement pour les véhicules terrestres et aériens; pour lesquels la dangerosité d'un tel processus est considéré comme rédhibitoire.
Au-delà du passage d’un modèle tout-hydrocarbure à un modèle mixte hybride hydrocarbure-électrique pour une flotte de véhicules, l’autre enjeu majeur est l'efficacité énergétique dans la gestion de la production et de la distribution d’électricité dans les systèmes que dans le stockage de l’énergie. La gestion et le stockage sont les deux grands axes de développement envisagés qui font par ailleurs appel à des technologies civiles, comme les batteries lithium-ion, les piles à combustible ou les systèmes de gestion de réseau.